# Prévôt de Paris
 (septembre 2017).
Si vous disposez d'ouvrages ou d'articles de référence ou si vous connaissez des sites web de qualité traitant du thème abordé ici, merci de compléter l'article en donnant les références utiles à sa vérifiabilité et en les liant à la section « Notes et références ».
Ne doit pas être confondu avec Prévôt des marchands de Paris.
Le prévôt de Paris, qui était également appelé garde de la prévôté, établi au XIe siècle et supprimé en 1792, est un officier royal ayant les pouvoirs d'un bailli ou d'un sénéchal sur le territoire de la vicomté de Paris. 
Il ne doit être confondu ni avec le prévôt des marchands, siégeant en l'Hôtel de ville, qui était le représentant des bourgeois et des sept grands corps de marchands de Paris, ni avec le prévôt de l'Île-de-France qui était le prévôt de Maréchaussée.

## Fonction
Il avait pour mission d’intervenir dans les actes où le roi avait quelque intérêt à défendre et il le remplaçait aux audiences du Châtelet, à la juridiction duquel il était préposé. Il y était installé par un président à mortier qui lui disait : « Je vous installe dans la Charge de Prévôt de Paris, pour l’exercer dignement, et au consentement du Roi et du Public ». Il veillait à la bonne administration de la justice et au maintien  des coutumes du pays et il siégeait de droit aux États généraux, comme premier juge de Paris. Il confirmait les sentences d’interprétation du parloir aux bourgeois, régissait le commandement de la noblesse, l’intendance des armes et la surveillance du guet de la ville : la police et la sûreté de la ville étaient remises à ses soins.
À partir de Louis IX, le prévôt de Paris cumule deux fonctions et deux titres : il est prévôt de la châtellenie-prévôté de Paris et bailli de chaque châtellenie-prévôté de la vicomté de Paris.
Le prévôt de Paris dut d’abord gérer seul sa charge, avec l’assistance d’un clerc pour les écritures. Mais bientôt on lui donna pour l’aider un procureur du roi, un lieutenant civil, deux avocats du roi, huit conseillers et un lieutenant criminel. La multiplicité toujours croissante des affaires fit qu’il dut s’adjoindre des enquêteurs pour le seconder dans l’instruction des procès et des auditeurs pour l’aider à rendre la justice.
La prévôté de Paris était constituée de plusieurs chambres, à savoir : la chambre de la prévôté au parc civil, le présidial, la chambre de police, la chambre criminelle, la chambre du prévôt de l'Île-de-France, la chambre du procureur du roi et la chambre du juge auditeur.
Le costume du prévôt consistait en une robe courte avec manteau, col rabattu, épée, chapeau à plumes, bâton de commandement entouré  d’étoffe d’argent. Il revêtait cette tenue pour assister aux séances royales, où il occupait sa place sur les derniers degrés du trône, au-dessous du chambellan, aussi bien que pour se présenter aux audiences du Parlement.
Le siège du prévôt de Paris et de ses lieutenants se trouvait au Grand Châtelet.

## Principales évolutions de la charge

### Mise en place
Le comté de Paris ayant été réuni à la couronne sous Hugues Capet, on y  établit un prévôt. On ne peut préciser la date de cet établissement, mais il existait en 1060, selon une charte de cette année-là.
Philippe Auguste ordonna en 1200 que le prévôt de Paris prête serment entre les mains du recteur de l’Université, car il en était le garant des privilèges. Les prévôts ont régulièrement prêté ce serment jusqu’au XVIIe siècle.

### La réforme de Saint Louis
Sous la régence de la mère de Saint Louis, la prévôté de Paris fut donnée à ferme par adjudication à des bourgeois de Paris, comme l’étaient déjà toutes les autres prévôtés du royaume, et partagée entre deux officiers exerçant l'un le pouvoir judiciaire, l'autre le pouvoir financier. 
En 1260, au retour de la septième croisade, Saint-Louis mit fin aux abus générés par cette décision en abolissant la vénalité de l’office et en y plaçant l'année suivante Étienne Boileau, un homme renommé pour sa probité, son savoir et son énergie. Le roi créa également un nouveau poste, celui de gardien de la ville, ayant compétence sur le guet royal et le guet des métiers chargé de la sécurité de la ville. Son premier titulaire fut Geoffroy de Courtray.

### Les évolutions successives
Philippe le Bel octroya au prévôt de Paris, en 1309, le privilège de paraître dans les cérémonies escorté de douze sergents vêtus de cottes d’armes et munis de hallebardes. 
Charles VI de France voulut, après la suppression du prévôt des marchands (consécutive à la révolte des Maillotins), donner plus d’éclat au prévôt royal et, dans ses lettres du 27 janvier 1382 qui réunissaient la maison de ville de Paris à l’office de la prévôté de Paris, il désigna le Petit Châtelet, réédifié par Hugues Aubriot,  pour servir de demeure au prévôt, afin qu’il soit toujours au centre même de ses fonctions.
Louis XII exigea en 1498 que dorénavant les prévôts de Paris soient docteur in utroque jure pour que la justice ne s’appuie plus sur la force mais sur le droit.
Dans les derniers temps, le prévôt de Paris ne siégeait qu'aux cérémonies d'éclat. Il ne conservait au Châtelet que sa voix comme le moindre conseiller, et quoique président, il ne parlait jamais et ne prononçait même pas les sentences rendues en son nom. C'est le lieutenant civil qui articulait : Monsieur le prévôt de Paris a dit...
Le dernier prévôt de Paris fut Anne Gabriel de Boulainvilliers, jusqu'en 1792. Le marquis de Boulainvilliers portait le titre de prévôt de ville, prévôté et vicomté de Paris, et conservateur des privilèges royaux de l'Université et, à cette époque, le nombre des agents du prévôt dépassait 1550.

## Liste des prévôts de Paris
Depuis Étienne Boileau et la réforme de la fonction voulue par Saint-Louis.
- Étienne Boileau (1258)
- Jean de Champbaudon (1258-1260)
- Pierre Gontier (1260)
- Étienne Boileau (1260-1270) AN J/732 n°77
- Renau Barbou (1270-1275)
- Jehan Le Saunier (1275-1276) A.N J/157 n° 30 à 51
- Maré de Morées (1277-12..)
- Henri d'Hyerres (1277-12..)
- Eudes le Roux (1277-12..)
- Guy Du Mes (1277-1281)
- Gilles de Compiègne (1281-1285) AN J/732 n°101 bis
- Oudard le la Neuville (1285-1287)
- Renaud le Cras (1287-1288)
- Pierre Saimel (1288-1289)
- Jean de Montigny (1289-1291)
- Jean de Marle (1291-1291)
- Guillaume d'Hangest (1291-1296) AN J/732 113
- Jean de Saint-Léonard (1296-1297)
- Robert Mauger (1297-1298)
- Guillaume Thiboust (1298-1300) AN J/732 n°116
- Pierre Jumeau (1300-1304)
- Pierre de Dicy (1304-1308)
- Firmin Coquerel (1308-1310)
- Jean Ploibant (1310-1316)
- Henri Tapperel (1316-1320)
- Jean de Milon (1331) Arch. mun. Lille, pièce aux titres, 121/2212 (qui apparaît à ce titre, dans la mini-série des "Rois maudits", et ses deux adaptations télévisées).
- Jean Bernier (1362-1366)
- Hugues Aubriot (1367-1381)
- Audouin Chauveron (1381-1389)
- Jehan de Foleville (1389-1401)
- Guillaume de Tignonville (1401-1408)
- Pierre des Essarts (1408-1410)
- Bruneau de Saint-Clair (1410-1411)
- Pierre des Essarts (1411-1413)
- Robert de La Heuze dit Le Borgne (1413)
- Tanneguy III du Chastel (1413-1418)
- Guy de Bar (1418-1419)
- Gilles de Clamecy (1419-1421)
- Pierre de Marigny (mai 1421-juillet 1421)[4]
- Jean de La Baume (1421-1422)
- Pierre Le Verrat (1422-1422)[4]
- Simon Morhier (1422-1432)
- Gilles de Clamecy (1432-1436)
- Ambroise de Loré (1436-1446)
- Jean d'Estouteville, seigneur de Torcy (1446-1446), démissionne en faveur de son frère Robert
- Robert d'Estouteville (1446-1461), frère du précédent, gendre d'Amboise de Loré
- Jacques de Villiers de l'Isle-Adam (1461-1465)
- Robert d'Estouteville (1465-1479)
- Jacques d'Estouteville (1479-1509), fils du précédent
- Gabriel d'Allègre (1512-1523)
- Jean de La Barre (1523-1533)
- Jean d'Estouteville (1533-1540), gendre du précédent
- Antoine Du Prat IV (1540-1553), fils du Chancelier
- Antoine Du Prat V (1553-1592), fils du précédent
- Charles de Neuville (1592-1593)
- Jacques d'Aumont (1593-1611)
- Louis Séguier de Saint-Brisson (1611-1653)
- Pierre Séguier de Saint-Brisson (1653-1670)
- Armand de Camboust (1670-1685) mort en 1702
- Charles-Denis de Bullion (1685-1721)
- Gabriel-Jérôme de Bullion (1721-1752), fils du précédent
- Louis Alexandre Catherine Duport (1691-1774)
- Alexandre de Ségur (1755-1766)
- Anne Gabriel de Boulainvilliers (1766-1792)